# العلاقات المجرية الأيرلندية
العلاقات المجرية الأيرلندية هي العلاقات الثنائية التي تجمع بين المجر وجمهورية أيرلندا.

## مقارنة بين البلدين
هذه مقارنة عامة ومرجعية للدولتين:
| وجه المقارنة                                              | المجر                                                       | جمهورية أيرلندا                                       |
| --------------------------------------------------------- | ----------------------------------------------------------- | ----------------------------------------------------- |
| المساحة (كم2)                                             | 93.04 ألف                                                   | 70.27 ألف                                             |
| عدد السكان (نسمة)                                         | 9.78 مليون                                                  | 4.76 مليون                                            |
| الكثافة السكانية (ن./كم²)                                 | 105.12                                                      | 67.74                                                 |
| العاصمة                                                   | بودابست                                                     | دبلن                                                  |
| اللغة الرسمية                                             | لغة مجرية                                                   | اللغة الأيرلندية، لغة إنجليزية، الإنجليزية الأيرلندية |
| العملة                                                    | فورنت مجري                                                  | جنيه أيرلندي، يورو، عملات اليورو الأيرلندية           |
| الناتج المحلي الإجمالي (بليون دولار)                      | 139.14 مليار                                                | 333.73 مليار                                          |
| الناتج المحلي الإجمالي (تعادل القوة الشرائية) بليون دولار | 260.42 مليار                                                | 318.16 مليار                                          |
| الناتج المحلي الإجمالي الاسمي للفرد دولار أمريكي          | 12.36 ألف                                                   | 61.13 ألف                                             |
| الناتج المحلي الإجمالي للفرد دولار أمريكي                 | 25.07 ألف                                                   |                                                       |
| مؤشر التنمية البشرية                                      | 0.828                                                       | 0.916                                                 |
| رمز المكالمات الدولي                                      | +36                                                         | +353                                                  |
| رمز الإنترنت                                              | .hu                                                         | .ie                                                   |
| المنطقة الزمنية                                           | ت ع م+01:00، ت ع م+02:00، أوروبا/بودابست ‏، توقيت وسط أوروبا | 00، ت ع م+01:00، أوروبا/دبلن ‏                         |

## مدن متوأمة
في ما يلي قائمة باتفاقيات التوأمة بين مدن مجرية وأيرلندية:
- ترتبط بودابست مع دبلن باتفاقية توأمة منذ 3 أغسطس 2012.[15][15][15][15]
- ترتبط كوسيغ مع بوندوران باتفاقية توأمة منذ 1995.

## منظمات دولية مشتركة
يشترك البلدان في عضوية مجموعة من المنظمات الدولية، منها:
| علم المنظمة | اسم المنظمة                               | تاريخ انضمام المجر | تاريخ انضمام جمهورية أيرلندا |
| ----------- | ----------------------------------------- | ------------------ | ---------------------------- |
|             | الاتحاد الأوروبي                          | 1 مايو 2004        | 1973                         |
|             | وكالة ضمان الاستثمار متعدد الأطراف        | 21 أبريل 1988      | 27 أكتوبر 1989               |
|             | منظمة التعاون الاقتصادي والتنمية          | 7 مايو 1996        | ?                            |
|             | الأمم المتحدة                             | 14 ديسمبر 1955     | 14 ديسمبر 1955               |
|             | الوكالة الدولية للطاقة                    | ?                  | ?                            |
|             | الفريق المعني برصد الأرض                  | ?                  | ?                            |
|             | منظمة حظر الأسلحة الكيميائية              | ?                  | ?                            |
|             | منظمة التجارة العالمية                    | 1995               | ?                            |
|             | منظمة الشرطة الجنائية الدولية             | ?                  | ?                            |
|             | منظمة الأمن والتعاون في أوروبا            | 25 يونيو 1973      | 25 يونيو 1973                |
|             | مؤسسة التنمية الدولية                     | 29 أبريل 1985      | 22 ديسمبر 1960               |
|             | نظام تحكم تكنولوجيا القذائف               | 1993               | 1992                         |
|             | يونسكو                                    | 14 سبتمبر 1948     | 3 أكتوبر 1961                |
|             | مجلس أوروبا                               | 6 نوفمبر 1990      | ?                            |
|             | الاتحاد البريدي العالمي                   | ?                  | ?                            |
|             | البنك الدولي للإنشاء والتعمير             | 7 يوليو 1982       | 8 أغسطس 1957                 |
|             | الاتحاد الدولي للاتصالات                  | 1866               | 8 ديسمبر 1923                |
|             | مؤسسة التمويل الدولية                     | 29 أبريل 1985      | 11 سبتمبر 1958               |
|             | المنظمة الأوروبية لسلامة الملاحة الجوية   | 1992               | 1965                         |
|             | المركز الدولي لتسوية المنازعات الاستشارية | 6 مارس 1987        | 7 مايو 1981                  |
|             | مجموعة أستراليا                           | 1993               | 1985                         |
|             | مجموعة الموردين النوويين                  | ?                  | ?                            |

## أعلام
هذه قائمة لبعض الشخصيات التي تربطها علاقات بالبلدين:
- فيرينك مارتين (فنان مجري، 10 يونيو 1899[24] – 10 أبريل 1986)
- مارتون كسوكاس (ممثل نيوزيلندي، 30 يونيو 1966 – )

## وصلات خارجية
- موقع وزارة الخارجية المجرية
- موقع وزارة الخارجية الأيرلندية